# Estepona
Estepona é um município da Espanha na província de Málaga, comunidade autónoma da Andaluzia, de área 137 km² com população de 60328 habitantes (2004) e densidade populacional de 365,70 hab/km².
Em Maio de 2019 foi inaugurado um escorrega urbano gigante, com uma inclinação entre 32 e 34 graus. Construído pelo Ayuntamento, foi logo encerrado no próprio dia da inauguração devido a problemas de segurança na sua utilização.

## Demografia
| Variação demográfica do município entre 1991 e 2004 | Variação demográfica do município entre 1991 e 2004 | Variação demográfica do município entre 1991 e 2004 | Variação demográfica do município entre 1991 e 2004 |
| --------------------------------------------------- | --------------------------------------------------- | --------------------------------------------------- | --------------------------------------------------- |
| 1991                                                | 1996                                                | 2001                                                | 2004                                                |
| 34965                                               | 37557                                               | 43109                                               | 50488                                               |